# Казахстан на летних Олимпийских играх 2012
Казахстан на летних Олимпийских играх 2012 представлен 115 спортсменами в 20 видах спорта.

## Медали
| Медаль  | Обладатель           | Вид спорта      | Дисциплина                             | Дата       |
| ------- | -------------------- | --------------- | -------------------------------------- | ---------- |
| Золото  | Александр Винокуров  | Велоспорт       | Мужчины, групповая шоссейная гонка     | 28.07.2012 |
| Золото  | Ольга Рыпакова       | Лёгкая атлетика | Женщины, тройной прыжок                | 05.08.2012 |
| Золото  | Серик Сапиев         | Бокс            | Мужчины, до 69 кг                      | 12.08.2012 |
| Серебро | Адильбек Ниязымбетов | Бокс            | Мужчины, до 81 кг                      | 12.08.2012 |
| Бронза  | Даниял Гаджиев       | Борьба          | Мужчины, греко-римская борьба до 84 кг | 06.08.2012 |
| Бронза  | Марина Вольнова      | Бокс            | Женщины, до 75 кг                      | 08.08.2012 |
| Бронза  | Гюзель Манюрова      | Борьба          | Женщины, вольная борьба до 72 кг       | 09.08.2012 |
| Бронза  | Иван Дычко           | Бокс            | Мужчины, свыше 91 кг                   | 10.08.2012 |
| Бронза  | Акжурек Танатаров    | Борьба          | Мужчины, вольная борьба до 66 кг       | 12.08.2012 |

### Изменение в медальном зачете
Казахстан из-за потери медалей по тяжёлой атлетике вместо 12 общекомандного место занял только 24 место. Также Казахстан занял второе место по выявленным спортсменам в допинге, отстав только от России.
| Медаль | Обладатель          | Вид спорта       | Дисциплина        | Дата       | Дата пересмотра | Причина           |
| ------ | ------------------- | ---------------- | ----------------- | ---------- | --------------- | ----------------- |
| Золото | Зульфия Чиншанло    | Тяжёлая атлетика | Женщины, до 53 кг | 29.07.2012 | 27.10.2016      | допинг            |
| Золото | Майя Манеза         | Тяжёлая атлетика | Женщины, до 63 кг | 31.07.2012 | 27.10.2016      | допинг            |
| Золото | Светлана Подобедова | Тяжёлая атлетика | Женщины, до 75 кг | 03.08.2012 | 27.10.2016      | допинг            |
| Золото | Илья Ильин          | Тяжёлая атлетика | Мужчины, до 94 кг | 04.08.2012 | 25.11.2016      | допинг            |
| Бронза | Анна Нурмухамбетова | Тяжёлая атлетика | Женщины, до 69 кг | 04.08.2012 | 27.10.2016      | допинг у соперниц |

## Результаты соревнований

### Академическая гребля
В следующий раунд из каждого заезда проходили несколько лучших экипажей (в зависимости от дисциплины). В утешительный заезд попадали спортсмены, выбывшие в предварительном раунде. В финал A выходили 6 сильнейших экипажей, остальные разыгрывали места в утешительных финалах B-F.
Мужчины
| Соревнование | Спортсмены        | Предварительный заезд | Предварительный заезд | Предварительный заезд | Отборочный заезд | Отборочный заезд | Отборочный заезд | Четвертьфинал | Четвертьфинал | Четвертьфинал | Полуфинал     | Полуфинал     | Полуфинал     | Финал   | Финал   | Итоговое место |
| Соревнование | Спортсмены        | Заезд                 | Время                 | Место                 | Заезд            | Время            | Место            | Заезд         | Время         | Место         | Заезд         | Время         | Место         | Время   | Место   | Итоговое место |
| ------------ | ----------------- | --------------------- | --------------------- | --------------------- | ---------------- | ---------------- | ---------------- | ------------- | ------------- | ------------- | ------------- | ------------- | ------------- | ------- | ------- | -------------- |
| одиночки     | Владислав Яковлев | 5                     | 7:16,34               | 5                     | 3                | 7:22,00          | 4                | Не участвовал | Не участвовал | Не участвовал | Полуфинал E/F | Полуфинал E/F | Полуфинал E/F | Финал E | Финал E | 28             |
| одиночки     | Владислав Яковлев | 5                     | 7:16,34               | 5                     | 3                | 7:22,00          | 4                | Не участвовал | Не участвовал | Не участвовал | 2             | 7:33,29       | 2             | 7:36,14 | 4       | 28             |

Женщины
| Соревнование | Спортсмены          | Отборочная гонка | Отборочная гонка | Дополнительная гонка | Дополнительная гонка | Четвертьфинал | Четвертьфинал | Полуфинал | Полуфинал | Финал   | Финал |
| Соревнование | Спортсмены          | Время            | Место            | Время                | Место                | Время         | Место         | Время     | Место     | Время   | Место |
| ------------ | ------------------- | ---------------- | ---------------- | -------------------- | -------------------- | ------------- | ------------- | --------- | --------- | ------- | ----- |
| Одиночки     | Светлана Германович | 8:01.94          | 22               | 7:53.63              | 3                    |               |               |           |           | 8:37.08 | 25    |

### Бокс
Мужчины
| Соревнование         | Спортсмены                    | 1-й раунд                     | 2-й раунд                          | Четвертьфинал                      | Полуфинал                      | Финал                | Место |
| Соревнование         | Спортсмены                    | Соперник Результат            | Соперник Результат                 | Соперник Результат                 | Соперник Результат             | Соперник Результат   | Место |
| -------------------- | ----------------------------- | ----------------------------- | ---------------------------------- | ---------------------------------- | ------------------------------ | -------------------- | ----- |
| до 49 кг             | Биржан Жакыпов                | Жереми Бекку (FRA) В 18-17    | Марк Баррига (PHI) В 17-16         | Цзоу Шимин (CHN) П 10-13           | Завершил выступление           | Завершил выступление | =5    |
| до 52 кг             |                               |                               |                                    |                                    |                                |                      |       |
| Ильяс Сулейменов     | Саломо Нтуве (SWE) В 13-8     | Эндрю Селби (GBR) П 15-19     | Завершил выступление               | Завершил выступление               | Завершил выступление           | =9                   |       |
| до 56 кг             |                               |                               |                                    |                                    |                                |                      |       |
| Канат Абуталипов     | Виссам Саламана (SYR) В 15-7  | Джон Джо Невин (IRL) П 10-15  | Завершил выступление               | Завершил выступление               | Завершил выступление           | =9                   |       |
| до 60 кг             |                               |                               |                                    |                                    |                                |                      |       |
| Гани Жайлауов        | Сайлом Ади (THA) В 12(+)-12   | Джай Бхагван (IND) В 16-8     | Ясниэль Толедо (CUB) П 11-19       | Завершил выступление               | Завершил выступление           | =5                   |       |
| до 64 кг             |                               |                               |                                    |                                    |                                |                      |       |
| Данияр Елеусинов     | Джамель Херринг (USA) В 19-9  | Мехди Толути (IRI) В 19-10    | Винченцо Манджакапре (ITA) П 12-16 | Завершил выступление               | Завершил выступление           | =5                   |       |
| до 69 кг             |                               |                               |                                    |                                    |                                |                      |       |
| Серик Сапиев         |                               | Ясухиро Судзуки (JPN) В 25-11 | Габриэль Маэстре (VEN) В 20-9      | Андрей Замковой (RUS) В 18-12      | Фредди Эванс (GBR) В 17-9      | 1                    |       |
| до 75 кг             |                               |                               |                                    |                                    |                                |                      |       |
| Данабек Сужанов      | Виджендер Сингх (IND) П 10-14 | Завершил выступление          | Завершил выступление               | Завершил выступление               | Завершил выступление           | =17                  |       |
| до 81 кг             |                               |                               |                                    |                                    |                                |                      |       |
| Адильбек Ниязымбетов |                               | Карлос Гонгора (ECU) В 13-5   | Эхсан Рузбахани (IRI) В 13-10      | Александр Гвоздик (UKR) В 13(+)-13 | Егор Мехонцев (RUS) П 15-15(+) | 2                    |       |
| свыше 91 кг          |                               |                               |                                    |                                    |                                |                      |       |
| Иван Дычко           |                               | Эрик Пфайфер (GER) В 14-4     | Симон Кин (CAN) В 20-6             | Энтони Джошуа (GBR) П 11-13        | Завершил выступление           | 3                    |       |

Женщины
| Соревнование    | Спортсменка                    | Первый раунд                  | Четвертьфинал                | Полуфинал             | Финал              | Место |
| Соревнование    | Спортсменка                    | Соперник Результат            | Соперник Результат           | Соперник Результат    | Соперник Результат | Место |
| --------------- | ------------------------------ | ----------------------------- | ---------------------------- | --------------------- | ------------------ | ----- |
| до 60 кг        |                                |                               |                              |                       |                    |       |
| Саида Хасенова  | Адриана Араужо (BRA) П 14-16   | Завершила выступление         | Завершила выступление        | Завершила выступление | =9                 |       |
| до 75 кг        |                                |                               |                              |                       |                    |       |
| Марина Вольнова | Элизабет Андиего (KEN) В 20-11 | Саванна Маршалл (GBR) В 16-12 | Кларесса Шилдс (USA) П 15-29 | Завершила выступление | 3                  |       |

### Борьба
Мужчины
Вольная борьба
| Соревнование | Спортсмены        | Первый раунд        | Второй раунд            | Четвертьфинал             | Полуфинал                | Финал                | Утешительный Полуфинал | Финал За 3-е место   | Место |
| Соревнование | Спортсмены        | Соперник Результат  | Соперник Результат      | Соперник Результат        | Соперник Результат       | Соперник Результат   | Соперник Результат     | Соперник Результат   | Место |
| ------------ | ----------------- | ------------------- | ----------------------- | ------------------------- | ------------------------ | -------------------- | ---------------------- | -------------------- | ----- |
| до 55 кг     | Даулет Ниязбеков  | не участвовал       | Хазевинкель (USA) В 3-1 | Пекер (TUR) В 3-1         | Отарсултанов (RUS) П 1-3 | не участвовал        | не участвовал          | Ян (PRK) П 1-3       | =5    |
| до 60 кг     | Даурен Жумагазиев | не участвовал       | Эсмаилпур (IRI) П 1-3   | Завершил выступление      | Завершил выступление     | Завершил выступление | Завершил выступление   | Завершил выступление | =12   |
| до 66 кг     | Акжурек Танатаров | не участвовал       | Квятковский (UKR) В 3-1 | Сафарян (ARM) В 3-1       | Кумар (IND) П 1-3        | не участвовал        | не участвовал          | Шахин (TUR) В 3-1    | 3     |
| до 74 кг     | Абдулхаким Шапиев | не участвовал       | Уештати (TUN) В 3-1     | Хатош (HUN) П 0-3         | Завершил выступление     | Завершил выступление | Завершил выступление   | Завершил выступление | =9    |
| до 84 кг     | Ермек Байдуашев   | Лашгари (IRI) П 0-3 | Завершил выступление    | Завершил выступление      | Завершил выступление     | Завершил выступление | Завершил выступление   | Завершил выступление | =19   |
| до 96 кг     | Таймураз Тигиев   | Гадисов (RUS) П 1-3 | Завершил выступление    | Завершил выступление      | Завершил выступление     | Завершил выступление | Завершил выступление   | Завершил выступление | =14   |
| до 120 кг    | Даулет Шабанбай   | не участвовал       | Кинтоан (ROU) В 3-1     | Модзманашвили (GEO) П 0-3 | не участвовал            | не участвовал        | Руиз (MEX) В 5-0       | Махов (RUS) П 1-3    | =5    |

Греко-римская борьба
| Соревнование | Спортсмены          | Первый раунд           | Второй раунд           | Четвертьфинал        | Полуфинал            | Финал                | Утешительный Полуфинал | Финал За 3-е место    | Место |
| Соревнование | Спортсмены          | Соперник Результат     | Соперник Результат     | Соперник Результат   | Соперник Результат   | Соперник Результат   | Соперник Результат     | Соперник Результат    | Место |
| ------------ | ------------------- | ---------------------- | ---------------------- | -------------------- | -------------------- | -------------------- | ---------------------- | --------------------- | ----- |
| до 60 кг     | Алмат Кебиспаев     | Темиров (UKR) В 3-0    | Лиендо (VEN) В 3-1     | Норузи (IRI) П 1-3   | не участвовал        | не участвовал        | Ангелов (BUL) В 3-0    | Мацумото (JPN) П 0-5  | =5    |
| до 66 кг     | Дархан Баяхметов    | Максимович (SRB) В 3-0 | Венцкайтис (LTU) П 1-3 | Завершил выступление | Завершил выступление | Завершил выступление | Завершил выступление   | Завершил выступление  | =12   |
| до 74 кг     | Асхат Дильмухамедов | не участвовал          | Кикинёв (BLR) П 0-3    | Завершил выступление | Завершил выступление | Завершил выступление | Завершил выступление   | Завершил выступление  | =11   |
| до 84 кг     | Даниял Гаджиев      | не участвовал          | Маринов (BUL) В 3-0    | Хугаев (RUS) П 0-3   | не участвовал        | не участвовал        | Селимов (BLR) В 3-1    | Гегешидзе (GEO) В 3-1 | 3     |
| до 120 кг    | Нурмахан Тыналиев   | Эурен (SWE) П 0-3      | Завершил выступление   | Завершил выступление | Завершил выступление | Завершил выступление | Завершил выступление   | Завершил выступление  | =17   |

Женщины
| Соревнование | Спортсмены      | Первый раунд         | Второй раунд              | Четвертьфинал         | Полуфинал             | Финал                 | Утешительный Полуфинал  | Финал За 3-е место    | Место |
| Соревнование | Спортсмены      | Соперник Результат   | Соперник Результат        | Соперник Результат    | Соперник Результат    | Соперник Результат    | Соперник Результат      | Соперник Результат    | Место |
| ------------ | --------------- | -------------------- | ------------------------- | --------------------- | --------------------- | --------------------- | ----------------------- | --------------------- | ----- |
| до 48 кг     | Жулдыз Эшимова  | не участвовала       | Колодинская (BLR) П 0-5   | Завершила выступление | Завершила выступление | Завершила выступление | Завершила выступление   | Завершила выступление | =11   |
| до 63 кг     | Елена Шалыгина  | Остапчук (UKR) П 0-5 | Завершила выступление     | Завершила выступление | Завершила выступление | Завершила выступление | Завершила выступление   | Завершила выступление | =17   |
| до 72 кг     | Гюзель Манюрова | не участвовала       | Кёко Хамагути (JPN) В 3-1 | Воробьёва (RUS) П 0-5 | не участвовала        | не участвовала        | Бурмистрова (UKR) В 3-1 | Ван (CHN) В 3-1       | 3     |

### Велоспорт

#### Шоссейный велоспорт
Мужчины
| Соревнование     | Спортсмены          | Время    | Место |
| ---------------- | ------------------- | -------- | ----- |
| групповая гонка  | Александр Винокуров | 5:45:57  | 1     |
| групповая гонка  | Асан Базаев         | 5:46:37  | 43    |
| раздельная гонка | Александр Винокуров | 55:37.05 | 23    |
| раздельная гонка | Асан Базаев         | 56:40.77 | 31    |

### Водные виды спорта

#### Водное поло
Мужчины
| \| № \| \| Поз. \| Имя \| Год рождения \| \| -- \| \| ---- \| ------------------------------------- \| ------------ \| \| 1 \| \| Вр \| Николай Максимов («Астана» Астана) \| 15.11.1972 \| \| 2 \| \| ПЗ \| Сергей Губарев («Динамо» Москва) \| 30.10.1978 \| \| 3 \| \| ПЗ \| Мурат Шакенов («Астана» Астана) \| 23.09.1990 \| \| 4 \| \| Защ \| Сергей Горовой («ЦСК ВМФ» Москва) \| 06.08.1975 \| \| 5 \| \| Защ \| Алексей Панфили («Спартак» Волгоград) \| 05.01.1974 \| \| 6 \| \| Защ \| Алексей Шмидер («Астана» Астана) \| 19.03.1990 \| \| 7 \| \| ПЗ \| Владимир Ушаков («Динамо» Москва) \| 16.03.1982 \| \| 8 \| \| ПЗ \| Рустам Укуманов («Астана» Астана) \| 22.03.1986 \| \| 9 \| \| Защ \| Евгений Жиляев («Астана» Астана) \| 13.07.1973 \| \| 10 \| \| Нап \| Михаил Рудай («Астана» Астана) \| 04.05.1988 \| \| 11 \| \| Нап \| Равиль Манафов («Астана» Астана) \| 22.06.1985 \| \| 12 \| \| ПЗ \| Никита Кокорин («Астана» Астана) \| 22.07.1989 \| \| 13 \| \| Вр \| Александр Шведов («Астана» Астана) \| 11.04.1973 \| |                 |      |                                       |              |
| № |                 | Поз. | Имя                                   | Год рождения |
| 1 | Флаг Казахстана | Вр   | Николай Максимов («Астана» Астана)    | 15.11.1972   |
| 2 | Флаг Казахстана | ПЗ   | Сергей Губарев («Динамо» Москва)      | 30.10.1978   |
| 3 | Флаг Казахстана | ПЗ   | Мурат Шакенов («Астана» Астана)       | 23.09.1990   |
| 4 | Флаг Казахстана | Защ  | Сергей Горовой («ЦСК ВМФ» Москва)     | 06.08.1975   |
| 5 | Флаг Казахстана | Защ  | Алексей Панфили («Спартак» Волгоград) | 05.01.1974   |
| 6 | Флаг Казахстана | Защ  | Алексей Шмидер («Астана» Астана)      | 19.03.1990   |
| 7 | Флаг Казахстана | ПЗ   | Владимир Ушаков («Динамо» Москва)     | 16.03.1982   |
| 8 | Флаг Казахстана | ПЗ   | Рустам Укуманов («Астана» Астана)     | 22.03.1986   |
| 9 | Флаг Казахстана | Защ  | Евгений Жиляев («Астана» Астана)      | 13.07.1973   |
| 10 | Флаг Казахстана | Нап  | Михаил Рудай («Астана» Астана)        | 04.05.1988   |
| 11 | Флаг Казахстана | Нап  | Равиль Манафов («Астана» Астана)      | 22.06.1985   |
| 12 | Флаг Казахстана | ПЗ   | Никита Кокорин («Астана» Астана)      | 22.07.1989   |
| 13 | Флаг Казахстана | Вр   | Александр Шведов («Астана» Астана)    | 11.04.1973   |

Результаты
Группа A
| Место | Команда   | И | В | Н | П | ГЗ | ГП | +/- | Очки |
| ----- | --------- | - | - | - | - | -- | -- | --- | ---- |
| 1     | Хорватия  | 5 | 5 | 0 | 0 | 50 | 29 | +21 | 10   |
| 2     | Италия    | 5 | 3 | 1 | 1 | 40 | 36 | +4  | 7    |
| 3     | Испания   | 5 | 3 | 0 | 2 | 52 | 42 | +10 | 6    |
| 4     | Австралия | 5 | 2 | 0 | 3 | 40 | 44 | -4  | 4    |
| 5     | Греция    | 5 | 1 | 1 | 3 | 41 | 43 | -2  | 3    |
| 6     | Казахстан | 5 | 0 | 0 | 5 | 24 | 53 | -29 | 0    |

Итоговое место — 11
| 29 июля 2012 11:20 (UTC+1) | Казахстан | 6:14 | Испания | Водный центр Лондона, Лондон |

| 31 июля 2012 14:10 (UTC+1) | Австралия | 7:4 | Казахстан | Водный центр Лондона, Лондон |

| 2 августа 2012 11:20 (UTC+1) | Казахстан | 4:11 | Греция | Водный центр Лондона, Лондон |

| 4 августа 2012 15:30 (UTC+1) | Италия | 9:6 | Казахстан | Водный центр Лондона, Лондон |

| 6 августа 2012 10:00 (UTC+1) | Казахстан | 4:12 | Хорватия | Водный центр Лондона, Лондон |

#### Плавание
Спортсменов — 4
В следующий раунд на каждой дистанции проходят лучшие спортсмены по времени, независимо от места занятого в своём заплыве.
Мужчины
| Соревнование   | Спортсмен          | Предварительные заплывы | Предварительные заплывы | Полуфиналы           | Полуфиналы           | Финал                | Финал                |
| Соревнование   | Спортсмен          | Результат               | Место                   | Результат            | Место                | Результат            | Место                |
| -------------- | ------------------ | ----------------------- | ----------------------- | -------------------- | -------------------- | -------------------- | -------------------- |
| 100 м на спине | Александр Тарабрин | 55.55                   | 38                      | Завершил выступление | Завершил выступление | Завершил выступление | Завершил выступление |
| 200 м на спине | Александр Тарабрин | 2:01.22                 | 31                      | Завершил выступление | Завершил выступление | Завершил выступление | Завершил выступление |
| 100 м брасс    | Владислав Поляков  | 1:02.15                 | 34                      | Завершил выступление | Завершил выступление | Завершил выступление | Завершил выступление |

Открытая вода
| Соревнование  | Спортсмены   | Результат | Место |
| ------------- | ------------ | --------- | ----- |
| 10 километров | Юрий Кудинов | 1:52:59.0 | 22    |

Женщины
| Соревнование   | Спортсмен         | Предварительный раунд | Предварительный раунд | Полуфинал             | Полуфинал             | Финал                 | Финал                 |
| Соревнование   | Спортсмен         | Результат             | Место                 | Результат             | Место                 | Результат             | Место                 |
| -------------- | ----------------- | --------------------- | --------------------- | --------------------- | --------------------- | --------------------- | --------------------- |
| 100 м на спине | Екатерина Руденко | 1:03.64               | 38                    | Завершила выступление | Завершила выступление | Завершила выступление | Завершила выступление |

#### Синхронное плавание
| Соревнование | Спортсменки                        | Техническая программа | Техническая программа | Произвольная программа (предварительная) | Произвольная программа (предварительная) | Произвольная программа (предварительная) | Произвольная программа (предварительная) | Произвольная программа (Финал) | Произвольная программа (Финал) | Произвольная программа (Финал) | Произвольная программа (Финал) |
| Соревнование | Спортсменки                        | Очков                 | Место                 | Очков                                    | Место                                    | Всего очков                              | Место                                    | Очков                          | Место                          | Всего очков                    | Место                          |
| ------------ | ---------------------------------- | --------------------- | --------------------- | ---------------------------------------- | ---------------------------------------- | ---------------------------------------- | ---------------------------------------- | ------------------------------ | ------------------------------ | ------------------------------ | ------------------------------ |
| Дуэты        | Анна Кулькина Айгерим Жексембинова | 84.600                | 15                    | 84.980                                   | 15                                       | 169.580                                  | 15                                       | Завершили выступление          | Завершили выступление          | Завершили выступление          | Завершили выступление          |

### Гимнастика

#### Спортивная гимнастика
Мужчины
| Соревнование          | Спортсмен       | Вольные упражнения | Вольные упражнения | Опорный прыжок | Опорный прыжок | Брусья | Брусья | Перекладина | Перекладина | Кольца | Кольца | Конь   | Конь  | Абсолютное первенство | Абсолютное первенство |
| Соревнование          | Спортсмен       | Очки               | Место              | Очки           | Место          | Очки   | Место  | Очки        | Место       | Очки   | Место  | Очки   | Место | Очки                  | Место                 |
| --------------------- | --------------- | ------------------ | ------------------ | -------------- | -------------- | ------ | ------ | ----------- | ----------- | ------ | ------ | ------ | ----- | --------------------- | --------------------- |
| абсолютное первенство | Степан Горбачёв | 13.900             | 55                 | Не участвовал  | Не участвовал  | 13.433 | 63     | 13.666      | 53          | 13.533 | 62     | 13.733 | 37    | 83.931                | 30                    |

Женщины
| Соревнование          | Спортсмен      | Вольные упражнения | Вольные упражнения | Бревно | Бревно | Брусья | Брусья | Опорный прыжок | Опорный прыжок | Абсолютное первенство | Абсолютное первенство |
| Соревнование          | Спортсмен      | Очки               | Место              | Очки   | Место  | Очки   | Место  | Очки           | Место          | Очки                  | Место                 |
| --------------------- | -------------- | ------------------ | ------------------ | ------ | ------ | ------ | ------ | -------------- | -------------- | --------------------- | --------------------- |
| абсолютное первенство | Молдир Азимбай | 11.933             | 79                 | 11.566 | 74     | 10.700 | 76     | Не участвовала | Не участвовала | 46.999                | 58                    |

#### Художественная гимнастика
| Соревнование              | Спортсменки   | Квалификация | Квалификация | Квалификация | Квалификация | Квалификация | Квалификация | Финал                 | Финал                 | Финал                 | Финал                 | Финал                 | Финал                 |
| Соревнование              | Спортсменки   | Обруч        | Мяч          | Булавы       | Лента        | Всего        | Место        | Обруч                 | Мяч                   | Булавы                | Лента                 | Всего                 | Место                 |
| ------------------------- | ------------- | ------------ | ------------ | ------------ | ------------ | ------------ | ------------ | --------------------- | --------------------- | --------------------- | --------------------- | --------------------- | --------------------- |
| индивидуальное многоборье | Анна Алябьева | 27.200       | 26.575       | 25.250       | 27.400       | 106.425      | 15           | Завершила выступление | Завершила выступление | Завершила выступление | Завершила выступление | Завершила выступление | Завершила выступление |

### Гребля на байдарках и каноэ

#### Гребля на гладкой воде
Мужчины
| Соревнование | Спортсмены                        | Предварительный этап | Предварительный этап | Полуфиналы | Полуфиналы | Финал    | Финал |
| Соревнование | Спортсмены                        | Время                | Место                | Время      | Место      | Время    | Место |
| ------------ | --------------------------------- | -------------------- | -------------------- | ---------- | ---------- | -------- | ----- |
| Б-2, 1000 м  | Алексей Дергунов Евгений Алексеев | 3:32.176             | 10                   | 3:17.788   | 8          | 3:14.867 | 11    |
| Б-2, 200 м   | Алексей Дергунов Евгений Алексеев | 34.254               | 11                   |            |            | 35.494   | 9     |
| К-1, 1000 м  | Александр Дядчук                  | 4:44.175             | 12                   | 4:56.724   | 16         | 4:55.737 | 16    |
| К-1, 200 м   | Александр Дядчук                  | 43.204               | 12                   | 42.359     | 13         | 45.283   | 14    |

Женщины
| Соревнование | Спортсмены       | Предварительный этап | Предварительный этап | Полуфиналы | Полуфиналы | Финал                 | Финал                 |
| Соревнование | Спортсмены       | Время                | Место                | Время      | Место      | Время                 | Место                 |
| ------------ | ---------------- | -------------------- | -------------------- | ---------- | ---------- | --------------------- | --------------------- |
| Б-1, 500 м   | Наталья Сергеева | 1:54.445             | 11                   | 1:53.888   | 12         | 1:54.707              | 13                    |
| Б-1, 200 м   | Наталья Сергеева | 43.257               | 19                   | 42.602     | 19         | Завершила выступление | Завершила выступление |

#### Гребной слалом
Мужчины
| Соревнование | Спортсмены        | Предварительный этап | Предварительный этап | Предварительный этап | Предварительный этап | Предварительный этап | Предварительный этап | Предварительный этап | Полуфинал            | Полуфинал            | Полуфинал            | Полуфинал            | Финал                | Финал                | Финал                | Финал                |
| Соревнование | Спортсмены        | 1 попытка            | 1 попытка            | 1 попытка            | 2 попытка            | 2 попытка            | 2 попытка            | Место                | Полуфинал            | Полуфинал            | Полуфинал            | Полуфинал            | Финал                | Финал                | Финал                | Финал                |
| Соревнование | Спортсмены        | Время                | Штраф                | Итог                 | Время                | Штраф                | Итог                 | Место                | Время                | Штраф                | Итог                 | Место                | Время                | Штраф                | Итог                 | Место                |
| ------------ | ----------------- | -------------------- | -------------------- | -------------------- | -------------------- | -------------------- | -------------------- | -------------------- | -------------------- | -------------------- | -------------------- | -------------------- | -------------------- | -------------------- | -------------------- | -------------------- |
| К-1          | Рафаиль Вергоязов | 117.49               | 8                    | 125.49               | 119.23               | 106                  | 225.23               | 17                   | Завершил выступление | Завершил выступление | Завершил выступление | Завершил выступление | Завершил выступление | Завершил выступление | Завершил выступление | Завершил выступление |

### Дзюдо
Мужчины
| Соревнование | Спортсмен        | 1/32                     | 1/16                      | 1/8                     | Четвертьфиналы       | Полуфиналы           | Финал                | Утешительный полуфинал | Финал За 3 место     | Место |
| Соревнование | Спортсмен        | Соперник Результат       | Соперник Результат        | Соперник Результат      | Соперник Результат   | Соперник Результат   | Соперник Результат   | Соперник Результат     | Соперник Результат   | Место |
| ------------ | ---------------- | ------------------------ | ------------------------- | ----------------------- | -------------------- | -------------------- | -------------------- | ---------------------- | -------------------- | ----- |
| до 60 кг     | Еркебулан Косаев |                          | Серхио Пессоа 000-0001    | Ованес Давтян 000—100   | Завершил выступление | Завершил выступление | Завершил выступление | Завершил выступление   | Завершил выступление | =9    |
| до 66 кг     | Сергей Лим       |                          | Мартин Иванов 0101-0001   | Масаси Эбинума 0001-010 | Завершил выступление | Завершил выступление | Завершил выступление | Завершил выступление   | Завершил выступление | =9    |
| до 73 кг     | Ринат Ибрагимов  |                          | Ки Чун Ванг 000—1001      | Завершил выступление    | Завершил выступление | Завершил выступление | Завершил выступление | Завершил выступление   | Завершил выступление | =17   |
| до 81 кг     | Ислам Бозбаев    | Артём Василенко 100-0001 | Саша Денанёх 020—000      | Оле Бишоф 0012-1011     | Завершил выступление | Завершил выступление | Завершил выступление | Завершил выступление   | Завершил выступление | =9    |
| до 90 кг     | Тимур Болат      |                          | Хешам Месба 1002-0011     | Масаси Нисияма 000—001  | Завершил выступление | Завершил выступление | Завершил выступление | Завершил выступление   | Завершил выступление | =9    |
| до 100 кг    | Максим Раков     |                          | Эльмар Гасымов 000-0011   | Завершил выступление    | Завершил выступление | Завершил выступление | Завершил выступление | Завершил выступление   | Завершил выступление | =17   |
| свыше 100 кг | Ержан Шынкеев    |                          | Файсель Джабалла 0001-001 | Завершил выступление    | Завершил выступление | Завершил выступление | Завершил выступление | Завершил выступление   | Завершил выступление | =17   |

Женщины
| Соревнование | Спортсмен            | 1/16               | 1/8                        | Четвертьфиналы           | Полуфиналы            | Финал                 | Утешительный полуфинал          | Финал За 3 место      | Место |
| Соревнование | Спортсмен            | Соперник Результат | Соперник Результат         | Соперник Результат       | Соперник Результат    | Соперник Результат    | Соперник Результат              | Соперник Результат    | Место |
| ------------ | -------------------- | ------------------ | -------------------------- | ------------------------ | --------------------- | --------------------- | ------------------------------- | --------------------- | ----- |
| до 48 кг     | Александра Подрядова |                    | Уранцецег Мунхбат 0001-010 | Завершила выступление    | Завершила выступление | Завершила выступление | Завершила выступление           | Завершила выступление | =9    |
| свыше 78 кг  | Гульжан Иссанова     |                    | На Юнг Ким 0012(+)-0012    | Карина Брайант 0011-0102 |                       |                       | Мария Суелен Альтеман 0002-0111 | Завершила выступление | =7    |

### Лёгкая атлетика
Мужчины
| Дисциплина      | Спортсмен         | Предварительный раунд | Предварительный раунд | Полуфиналы           | Полуфиналы           | Финал                | Финал                |
| Дисциплина      | Спортсмен         | Результат             | Место                 | Результат            | Место                | Результат            | Место                |
| --------------- | ----------------- | --------------------- | --------------------- | -------------------- | -------------------- | -------------------- | -------------------- |
| 200 м           | Вячеслав Муравьёв | 21.75                 | 50                    | Завершил выступление | Завершил выступление | Завершил выступление | Завершил выступление |
| 400 м           | Сергей Зайков     | 47.12                 | 39                    | Завершил выступление | Завершил выступление | Завершил выступление | Завершил выступление |
| 400 м с/б       | Виктор Лептиков   | 51.67                 | 43                    | Завершил выступление | Завершил выступление | Завершил выступление | Завершил выступление |
| 3 000 м с/п     | Артём Косинов     | 8:42.27               | 34                    |                      |                      | Завершил выступление | Завершил выступление |
| ходьба на 20 км | Георгий Шейко     |                       |                       |                      |                      | 1:23:52              | 35                   |
| ходьба на 50 км | Виталий Аничкин   |                       |                       |                      |                      | 4:14:09              | 49                   |
| тройной прыжок  | Роман Валиев      | 16.23                 | 21                    |                      |                      | Завершил выступление | Завершил выступление |
| тройной прыжок  | Евгений Эктов     | 16.31                 | 19                    |                      |                      | Завершил выступление | Завершил выступление |
| прыжки с шестом | Никита Филиппов   | 5.35                  | 18                    |                      |                      | Завершил выступление | Завершил выступление |
| десятиборье     | Дмитрий Карпов    |                       |                       |                      |                      | 7926                 | 18                   |

Женщины
| Дисциплина      | Спортсмен                | Предварительный раунд | Предварительный раунд | Четвертьфиналы | Четвертьфиналы | Полуфиналы            | Полуфиналы            | Финал                 | Финал                 |
| Дисциплина      | Спортсмен                | Результат             | Место                 | Результат      | Место          | Результат             | Место                 | Результат             | Место                 |
| --------------- | ------------------------ | --------------------- | --------------------- | -------------- | -------------- | --------------------- | --------------------- | --------------------- | --------------------- |
| 100 м           | Ольга Блудова            |                       |                       | 11.31          | 25             | 11.39                 | 24                    | Завершила выступление | Завершила выступление |
| 200 м           | Виктория Зябкина         | 23.49                 | 38                    |                |                | Завершила выступление | Завершила выступление | Завершила выступление | Завершила выступление |
| 400 м           | Марина Масленко          | 53.66                 | 34                    |                |                | Завершила выступление | Завершила выступление | Завершила выступление | Завершила выступление |
| 800 м           | Маргарита Мацко-Мукашева | 2:02.12               | 15                    |                |                | 1:59.20               | 8                     | Завершила выступление | Завершила выступление |
| 100 м с/б       | Наталья Ивонинская       | 13.48                 | 30                    |                |                | Завершила выступление | Завершила выступление | Завершила выступление | Завершила выступление |
| 100 м с/б       | Анастасия Пилипенко      | 13.77                 | 38                    |                |                | Завершила выступление | Завершила выступление | Завершила выступление | Завершила выступление |
| 100 м с/б       | Анастасия Сопрунова      | 13.40                 | 28                    |                |                | Завершила выступление | Завершила выступление | Завершила выступление | Завершила выступление |
| 400 м с/б       | Татьяна Азарова          | 58.53                 | 37                    |                |                | Завершила выступление | Завершила выступление | Завершила выступление | Завершила выступление |
| ходьба на 20 км | Айман Кожахметова        |                       |                       |                |                |                       |                       | 1:35:00               | 42                    |
| ходьба на 20 км | Шолпан Кожахметова       |                       |                       |                |                |                       |                       | Не финишировала       | Не финишировала       |
| тройной прыжок  | Ольга Рыпакова           | 14.79                 | 1                     |                |                |                       |                       | 14.98                 | 1                     |
| тройной прыжок  | Ирина Литвиненко-Эктова  | 13.39                 | 31                    |                |                |                       |                       | Завершила выступление | Завершила выступление |
| прыжки в высоту | Марина Аитова            | Не стартовала         | Не стартовала         |                |                |                       |                       | Травма                | Травма                |
| толкание ядра   | Александра Фишер         | 16.16                 | 29                    |                |                |                       |                       | Завершила выступление | Завершила выступление |
| семиборье       | Ирина Карпова            |                       |                       |                |                |                       |                       | 5319                  | 32                    |

### Современное пятиборье
Спортсменов — 2
Современное пятиборье включает в себя: стрельбу, плавание, фехтование, верховую езду и бег. Впервые в истории соревнования по современному пятиборью проводились в новом формате. Бег и стрельба были объединены в один вид — комбайн. В комбайне спортсмены стартовали с гандикапом, набранным за предыдущие три дисциплины (4 очка = 1 секунда). Олимпийским чемпионом становится спортсмен, который пересекает финишную линию первым.
Мужчины
| Соревнование      | Спортсмены | Фехтование | Фехтование | Фехтование | Плавание  | Плавание | Плавание | Верховая езда | Верховая езда | Верховая езда | Комбайн   | Комбайн | Комбайн | Всего | Всего |
| Соревнование      | Спортсмены | Уколы      | Очки       | Место      | Результат | Очки     | Место    | Результат     | Очки          | Место         | Результат | Очки    | Место   | Очки  | Место |
| ----------------- | ---------- | ---------- | ---------- | ---------- | --------- | -------- | -------- | ------------- | ------------- | ------------- | --------- | ------- | ------- | ----- | ----- |
| личное первенство |            |            |            |            |           |          |          |               |               |               |           |         |         |       |       |
| Павел Ильяшенко   | 15         | 748        | 28         | 2:06.62    | 1244      | 26       | 96.94    | 1036          | 30            | +32.88        | 2404      | 17      | 5432    | 29    |       |
| Рустем Сабирхузин | 19         | 856        | 10         | 2:13.21    | 1204      | 34       | 72.42    | 1100          | 24            | +32.65        | 2404      | 16      | 5564    | 21    |       |

### Стрельба
Мужчины
| Соревнование                       | Спортсмены         | Квалификация | Квалификация | Финал                | Финал                |
| Соревнование                       | Спортсмены         | Результат    | Место        | Результат            | Место                |
| ---------------------------------- | ------------------ | ------------ | ------------ | -------------------- | -------------------- |
| Пневматический пистолет, 10 метров | Вячеслав Подлесный | 565          | 40           | Завершил выступление | Завершил выступление |
| Пистолет, 50 метров                | Вячеслав Подлесный | 540          | 34           | Завершил выступление | Завершил выступление |

Женщины
| Соревнование                       | Спортсмены     | Квалификация | Квалификация          | Финал                 | Финал                 |
| Соревнование                       | Спортсмены     | Результат    | Место                 | Результат             | Место                 |
| ---------------------------------- | -------------- | ------------ | --------------------- | --------------------- | --------------------- |
| Пневматическая винтовка, 10 метров |                |              |                       |                       |                       |
| Ольга Довгун                       | 394            | 22           | Завершила выступление | Завершила выступление |                       |
| Винтовка с трёх позиций, 50 метров |                |              |                       |                       |                       |
| Ольга Довгун                       | 578            | 24           | Завершила выступление | Завершила выступление |                       |
| Скит                               | Ангелина Мищук | 0.880        | 9                     | Завершила выступление | Завершила выступление |

### Стрельба из лука
Спортсменов — 2
Мужчины
| Соревнование              | Спортсмены    | Квалификация | Квалификация | 1/32 финала          | 1/16 финала         | 1/8 финала           | Четвертьфинал        | Полуфинал            | Финал                | Место |
| Соревнование              | Спортсмены    | Результат    | Место        | Соперник Результат   | Соперник Результат  | Соперник Результат   | Соперник Результат   | Соперник Результат   | Соперник Результат   | Место |
| ------------------------- | ------------- | ------------ | ------------ | -------------------- | ------------------- | -------------------- | -------------------- | -------------------- | -------------------- | ----- |
| Индивидуальное первенство | Денис Ганькин | 670          | 17           | Хазик Камаруддин 6-4 | Рик ван дер Вен 1-7 | Завершил выступление | Завершил выступление | Завершил выступление | Завершил выступление | =17   |

Женщины
| Соревнование              | Спортсмены        | Квалификация | Квалификация | 1/32 финала        | 1/16 финала           | 1/8 финала            | Четвертьфинал         | Полуфинал             | Финал                 | Место |
| Соревнование              | Спортсмены        | Результат    | Место        | Соперник Результат | Соперник Результат    | Соперник Результат    | Соперник Результат    | Соперник Результат    | Соперник Результат    | Место |
| ------------------------- | ----------------- | ------------ | ------------ | ------------------ | --------------------- | --------------------- | --------------------- | --------------------- | --------------------- | ----- |
| Индивидуальное первенство | Анастасия Баннова | 614          | 54           | Аида Роман 2-6     | Завершила выступление | Завершила выступление | Завершила выступление | Завершила выступление | Завершила выступление | =33   |

### Тхэквондо
Мужчины
| Соревнование | Спортсмен        | 1/8 финала         | Четвертьфинал        | Полуфинал            | Финал                | Утешительный Полуфинал | Финал За 3-е место   | Место |
| Соревнование | Спортсмен        | Соперник Результат | Соперник Результат   | Соперник Результат   | Соперник Результат   | Соперник Результат     | Соперник Результат   | Место |
| ------------ | ---------------- | ------------------ | -------------------- | -------------------- | -------------------- | ---------------------- | -------------------- | ----- |
| до 58 кг     | Нурсултан Мамаев | Тамер Баюми 0-1    | Завершил выступление | Завершил выступление | Завершил выступление | Завершил выступление   | Завершил выступление | =11   |

Женщины
| Соревнование | Спортсмен                | 1/8 финала         | Четвертьфинал         | Полуфинал             | Финал                 | Утешительный Полуфинал | Финал За 3-е место    | Место |
| Соревнование | Спортсмен                | Соперник Результат | Соперник Результат    | Соперник Результат    | Соперник Результат    | Соперник Результат     | Соперник Результат    | Место |
| ------------ | ------------------------ | ------------------ | --------------------- | --------------------- | --------------------- | ---------------------- | --------------------- | ----- |
| до 67 кг     | Гульнафис Айтмухамбетова | Франка Анич 11-15  | Завершила выступление | Завершила выступление | Завершила выступление | Завершила выступление  | Завершила выступление | =11   |
| свыше 67 кг  | Феруза Ергешова          | Нуша Райхер 16-17  | Завершила выступление | Завершила выступление | Завершила выступление | Завершила выступление  | Завершила выступление | =11   |

### Теннис
Спортсменов — 3
Мужчины
| Соревнование     | Спортсмены      | 1/32 финала        | 1/16 финала          | 1/8 финала           | Четвертьфинал        | Полуфинал            | Финал                | Место |
| Соревнование     | Спортсмены      | Соперник Счёт      | Соперник Счёт        | Соперник Счёт        | Соперник Счёт        | Соперник Счёт        | Соперник Счёт        | Место |
| ---------------- | --------------- | ------------------ | -------------------- | -------------------- | -------------------- | -------------------- | -------------------- | ----- |
| Одиночный разряд | Михаил Кукушкин | Жиль Симон 4-6 2-6 | Завершил выступление | Завершил выступление | Завершил выступление | Завершил выступление | Завершил выступление | =33   |

Женщины
| Соревнование     | Спортсмены                         | 1/32 финала          | 1/16 финала                             | 1/8 финала                              | Четвертьфинал         | Полуфинал             | Финал                 | Место |
| Соревнование     | Спортсмены                         | Соперник Счёт        | Соперник Счёт                           | Соперник Счёт                           | Соперник Счёт         | Соперник Счёт         | Соперник Счёт         | Место |
| ---------------- | ---------------------------------- | -------------------- | --------------------------------------- | --------------------------------------- | --------------------- | --------------------- | --------------------- | ----- |
| Одиночный разряд | Ярослава Шведова                   | Симона Халеп 6-4 6-2 | Сабина Лисицки 6-4 3-6 5-7              | Завершила выступление                   | Завершила выступление | Завершила выступление | Завершила выступление | =17   |
| Одиночный разряд | Галина Воскобоева                  | Тимеа Бабош 4-6 2-6  | Завершила выступление                   | Завершила выступление                   | Завершила выступление | Завершила выступление | Завершила выступление | =33   |
| Парный разряд    | Ярослава Шведова Галина Воскобоева |                      | Стефани Дюбуа Александра Возняк 6-2 6-0 | Мария Кириленко Надежда Петрова 3-6 2-6 | Завершили выступление | Завершили выступление | Завершили выступление | =9    |

### Тяжёлая атлетика
Спортсменов — 8
Мужчины
| Категория | Спортсмен          | Вес   | Рывок | Рывок | Рывок | Толчок | Толчок | Толчок   | Всего    | Место |
| Категория | Спортсмен          | Вес   | 1     | 2     | 3     | 1      | 2      | 3        | Всего    | Место |
| --------- | ------------------ | ----- | ----- | ----- | ----- | ------ | ------ | -------- | -------- | ----- |
| до 77 кг  | Кирилл Павлов      | 76.77 | 138   | 143   | 147   | 165    | 175    | 175      | 322      | 9     |
| до 94 кг  | Илья Ильин         | 93.52 | 177   | 182   | 185   | 224    | 228    | 233 (WR) | 418 (WR) | 1     |
| до 94 кг  | Алмас Утешов       | 93.15 | 167   | 173   | 175   | 213    | 220    | 225      | 395      | 7     |
| до 105 кг | Александр Зайчиков | 94.74 | 155   | 165   | 165   | 195    | 201    | 205      | 360      | 12    |

Женщины
| Категория | Спортсмен           | Вес   | Рывок | Рывок | Рывок | Толчок | Толчок   | Толчок   | Всего    | Место |
| Категория | Спортсмен           | Вес   | 1     | 2     | 3     | 1      | 2        | 3        | Всего    | Место |
| --------- | ------------------- | ----- | ----- | ----- | ----- | ------ | -------- | -------- | -------- | ----- |
| до 53 кг  | Зульфия Чиншанло    | 52.70 | 92    | 92    | 95    | 125    | 131 (WR) | 135      | 226 (OR) | 1     |
| до 63 кг  | Майя Манеза         | 62.21 | 106   | 110   | 112   | 135    | 144      | 144      | 245 (OR) | 1     |
| до 69 кг  | Анна Нурмухамбетова | 68.71 | 110   | 115   | 117   | 136    | 140      | 140      | 251      | 5     |
| до 75 кг  | Светлана Подобедова | 74.28 | 126   | 126   | 130   | 150    | 156      | 161 (OR) | 291      | 1     |

### Фехтование
Спортсменов — 3
В индивидуальных соревнованиях спортсмены сражаются три раунда по три минуты, либо до того момента, как один из спортсменов нанесёт 15 уколов. Если по окончании времени в поединке зафиксирован ничейный результат, то назначается дополнительная минута до «золотого» укола.
Мужчины
| Соревнование         | Спортсмены        | 1/32 финала        | 1/16 финала             | 1/8 финала           | Четвертьфиналы       | Полуфиналы           | Матч за 3-е место    | Финал матч за 3-е место | Место |
| Соревнование         | Спортсмены        | Соперник Результат | Соперник Результат      | Соперник Результат   | Соперник Результат   | Соперник Результат   | Соперник Результат   | Соперник Результат      | Место |
| -------------------- | ----------------- | ------------------ | ----------------------- | -------------------- | -------------------- | -------------------- | -------------------- | ----------------------- | ----- |
| Индивидуальная шпага | Эльмир Алимжанов  |                    | Нгуен Тьен Нят 15-9     | Чон Джин Сон 8-15    | Завершил выступление | Завершил выступление | Завершил выступление | Завершил выступление    | =9    |
| Индивидуальная шпага | Дмитрий Алексанин |                    | Сильвио Фернандес 12-15 | Завершил выступление | Завершил выступление | Завершил выступление | Завершил выступление | Завершил выступление    | =17   |

Женщины
| Соревнование         | Спортсмены  | 1/16 финала         | 1/8 финала            | Четвертьфиналы        | Полуфиналы            | Матч за 3-е место     | Финал                 | Место |
| Соревнование         | Спортсмены  | Соперник Результат  | Соперник Результат    | Соперник Результат    | Соперник Результат    | Соперник Результат    | Соперник Результат    | Место |
| -------------------- | ----------- | ------------------- | --------------------- | --------------------- | --------------------- | --------------------- | --------------------- | ----- |
| Индивидуальная сабля | Юлия Живица | Юлия Гаврилова 7-15 | Завершила выступление | Завершила выступление | Завершила выступление | Завершила выступление | Завершила выступление | =17   |